# Zo arcenu
Zo arcenu (hebrejsky זו ארצנו‎, dosl. To je naše země) byla politická organizace, kterou založili Moše Feiglin a Šmuel Sackett v červenci 1994 za účelem veřejného nenásilného protestu proti dohodám z Osla.

## Založení
Zakládající konference Zo arcenu se konala v roce 1994, i když základy byly položeny v prosinci 1993 v hotelu Ešel Hanasi v Arielu, kde se účastníci rozhodli zdvojnásobit počet osad v Judeji a Samaří . Pracovní síly, organizace a zkušenosti se staly počáteční infrastrukturou pro založení organizace.

## Vedení
Organizaci Zo arcenu vedli tři lidé: Moše Feiglin, Benny Elon a Šmuel Sackett. Kromě těchto tří byl připraven seznam třiceti členů Zo arcenu, což bylo nutné kvůli častému zatýkání jeho představitelů. Cílem bylo zajistit další vůdčí osobnosti, a to i v případě zatčení velkého počtu osob.

## Ideologie
Zo Arcejnu vznikla z opozice k dohodám z Osla podepsaných mezi Izraelem a Organizací pro osvobození Palestiny za vlády Jicchaka Rabina. Podstatou těchto dohod bylo vzájemné uznání stran a počáteční implementace vzorce území za mír. Zo Arcejnu vnímala dohody z Osla jako útok na stát a jeho židovské občany.
Jasným znamením tohoto vnímání byla volba jména a volba symbolu pro organizaci. Jméno Zo arcenu, zdůrazňuje pohled, podle něhož celá Země izraelská patří židovskému národu. Logo zobrazuje nápis „Zo arcenu“ napsaný podél menory, která je společným symbolem sionismu i judaismu.
Vedení Zo arcenu zjistilo, že konvenční protest získal minimální mediální pokrytí, čímž pokus o vytvoření vlny veřejného protestu zpočátku selhával. Vláda i média marginalizovaly pocity velké veřejnosti, odcizovali ji a dokonce ji i démonizovali.
Z tohoto důvodu Zo arcenu přešla k nenásilné občanské neposlušnosti. Podle názoru členů Zo arcenu byla tato opozice krajní, ale zjevnou realizací obranné demokracie, protože vláda v čele s Jicchakem Rabinem se chovala jako diktatura, která odpírá svobodu projevu svým oponentům, proto bylo z jejich hlediska nutné prolomit automatickou poslušnost státu.
Zo arcenu si stanovila tři hlavní pravidla, kterými se řídila po celá léta politického boje:
1. Odpor vůči slovnímu i fyzickému násilí.
2. Minimalizace nebezpečí a škod.
3. Plná ochota nést jakoukoli cenu, kterou bude nutno nést, včetně nástupu do věznice. [3][1]

## Klíčové kroky
Občanská neposlušnost přijatá Zo Arcejnu nabyla širokého vyjádření v mnoha různých iniciativách, z nichž většina byla zaměřena na získání mediální pozornosti a sympatií veřejnosti. Cílem bylo rozšíření protestu proti vládě Jicchaka Rabina.
Prvním významným krokem byl pokus o založení mnoha osad po celém Judsku a Samaří. Byly napsány plány a vybrány určité prostředky a povedlo se dosáhnout značných sympatií u části veřejnosti, nicméně bylo nutné projekt několikrát odložit, což vedlo ke ztrátě nadšení a připravenosti, zatímco se armádě a policii podařilo o projektu shromáždit informace a na akci se připravit. Tento proces skončil pouze částečným úspěchem. Podařilo se založit několik osad, ale i ty byly rychle policií vyklizeny. Mediální ohlas byl relativně nízký.
Po tomto neúspěchu Zo arcenu dospěla k závěru, že skutečný boj musí probíhat na celonárodním poli. Zřízení dalších osad sice mohlo posloužit úsilí o osidlování Izraelské země, ale bylo nepoužitelné pro všeobecný protest proti dohodám z Oslo.
Dalším krokem se tak stalo blokování křižovatek. Cílem bylo získat stejnou pozornost médií a sympatie veřejnosti, kterou hnutí již mělo za Zelenou linií . Členové Zo arcenu a jejich stoupenci dostali podrobné instrukce k zablokování hlavních křižovatek po celé zemi současně, čímž vytvořili dlouhé a dlouhé dopravní zácpy, které paralyzovaly dopravu. Tento krok byl korunován úspěchem. V srpnu 1995 se podařilo zablokovat 78 hlavních křižovatek v celé zemi a dopravy stanula. Tisíce byli nuceny čekat v provozu a izraelská policie a pohraniční policie dostala rozkaz k rozehnání demonstrace. Vzniklý stav se podařilo využít k vytvoření patnácti nových osad v Judeji a Samaří. To znamenalo zásadní zvrat v pozici Zo arcenu. Z okrajové skupiny se stalo celonárodní hnutí, jemuž byla věnována mediální pozornost a jímž se zabývaly bezpečnostní složky státu.
Dalšími kroky Za arcenu byly časté neohlášené demonstrace, pochody, protestní happeningy a nakonec i narušení projevu premiéra na mezinárodní konferenci.

## Obžaloba
Na protesty proti Dohodám z Oslo reagoval stát rozsáhlým zatýkáním a policejní brutalitou, čímž se postupně podařilo paralyzovat její činnost organizace.
V této atmosféře došlo k zavraždění předsedy vlády Jicchaka Rabina.
Atentátník Jig'al Amir popsal svoji motivaci k zavraždení Jicchaka Rabina: To, co mě donutilo jednat, bylo mlčení po druhé dohodě z Oslo. Protesty prakticky utichly.
Po atentátu na Jicchaka Rabina byla podána obžaloba z trestného činu pobuřování proti Moše Feiglinovi, Šmuelu Sackettovi a Benny Alonovi. Obžaloba byla zcela bezprecedentní. Během výslechů členové Zo arcenu pokračovali v občanské neposlušnosti a odpovídali na všechny otázky vyšetřovatelů pouze: „Toto je politické vyšetřování, nemám co říct.“ Během soudního procesu, který se konal před třemi soudci, se Feiglin rozhodl obhajovat se sám a proměnil sál v jeviště, které používal k šíření svých názorů. Proces trval šest měsíců. Moše Feiglin a Šmuel Sackett byli shledáni vinnými z pobuřování. Na Bennyho Alona se vztahovala poslanecká imunita. Rozsudek uložil Feiglinovi šest měsíců ve vězení.
Rozsudek ovšem také kritizoval vládu a policii. Soudci poznamenali, že vláda měla naslouchat těm názorům, které odporují její politice a umožnit, aby byly vyjádřeny, protože právě odmítnutím dialogu dotlačila obžalované a demonstranty ke způsobu protestů, jaký si zvolili. Soudci dále poznamenali, že policie zacházela s demonstranty zbytečně krutě, zejména s ohledem na nenásilnou formu občanské neposlušnosti.

## Manhigut Jehudit
Tři měsíce po volbách v roce 1996 se ukázalo, že Netanjahu uznává dohody z Osla, které zdědil po předchozí vládě. Moše Feiglin a Šmuel Sackett se rozhodli zanechat občanské neposlušnosti a založili frakci Manhigut jehudit ve straně Likud. Před volbami v roce 2015 vedení Manhigut jehudit opustilo Likud a po volbách zformovalo stranu Zehut.